# Theodora Morton
Theodora Matilda Morton (* 23. August 1872 in South Norwood, London; † 14. März 1949 in Westminster, London) war eine englisch-britische Sozialarbeiterin. Sie war die erste Leiterin des Anfang des 20. Jahrhunderts in London basierend auf den Ideen von Margaret Frere eingerichteten Schulpflegedienstes (School Care Service).

## Leben
Morton war die Tochter von Matilda (geborene Fuessly) und Joseph Morton. Ihr Vater stellte Besteck her.
Morton sammelte ihre Erfahrungen bei der Charity Organization Society (COS), wo sie sich um die Verteilung von Hilfsgütern kümmerte. Die COS besuchte hilfsbedürftige Familien und organisierte das Nötige.
Anfang 1908 wurden sie und Douglas Pepler, der auch für die COS tätig war, Angestellte des London County Council. Sie wurden die ersten Hauptorganisatoren des neu eingerichteten Schulpflegedienst (School Care Service). Pepler verließ den Dienst nach kurzer Zeit und überließ Morton diese anspruchsvolle Aufgabe.
Der Schulpflegedienst  war 1907 auf Basis von Pionierarbeiten von Margaret Frere eingerichtet worden, um sicherzustellen, dass arme Schulkinder in London ausreichend gefüttert, gekleidet und beschuht wurden, damit sie von ihrer Schulbildung profitieren konnten. Im Mittelpunkt des Dienstes standen Betreuungsausschüsse (Care Comittees), die den Grundschulen angegliedert waren und in denen weibliche Freiwillige arbeiteten, die die Schüler mit sozialen Leistungen wie Schulspeisungen und medizinischen Untersuchungen versorgten und sie dazu auch zu Hause aufsuchten.
Die Freiwilligen wurden von zwei Frauen, eine davon war Helen Nussey, koordiniert, die Morton unterstellt waren. Morton teilte den Dienst in zwölf Regionen ein, die jeweils einen Betreuungsausschuss hatten.
Im Ersten Weltkrieg wurde der Schulpflegedienst in Richtung Schulsozialarbeit weiter ausgebaut, um die Unterstützung der „häuslichen mit der schulischen Erziehung“ zu vereinen. Im Jahr 1925 verdiente Morton mehr als das Vierfache des Gehalts der bestbezahlten Lehrerinnen. Sie organisierte 900 Betreuungsausschüsse und etwa 6.000 Freiwillige. In London gab es über 1.000 Grundschulen, und fast jede hatte ein eigenes Komitee.
1930 wurde Morton zur Member of the Order of the British Empire ausgezeichnet und ging in den Ruhestand. Nussey wurde zu ihrer Nachfolgerin als Principal Organiser ernannt.
Morton starb 1949 in Westminster. In einem Nachruf in der Times, in dem ihre „herausragende intellektuelle Kraft“ und ihr „seltener Sinn für Humor“ hervorgehoben wurden, hieß es, dass sie das Londoner Kinderfürsorgesystem durch ihre „Inspiration und ihre administrativen Fähigkeiten“ verändert habe.